# Cyanopterus fuscipennis
Cyanopterus fuscipennis är en stekelart som beskrevs av Szepligeti 1915. Cyanopterus fuscipennis ingår i släktet Cyanopterus och familjen bracksteklar.

## Underarter
Arten delas in i följande underarter:
- C. f. flavomaculatus
- C. f. punctatissimus